# Löhe (Lindlar)
Löhe ist ein Ortsteil der Gemeinde Lindlar im Oberbergischen Kreis in Nordrhein-Westfalen.

## Lage und Beschreibung
Der Ortsteil ist heute baulich mit der Nachbarortschaft Brochhagen verwachsen. Er liegt etwa zwei Kilometer westlich von Frielingsdorf und ist über die Landesstraße 97 zu erreichen. Nachbarortschaften sind Brochhagen und Hartegasse.

## Geschichte
Aus der Charte des Herzogthums Berg aus dem Jahr 1789 des Carl Friedrich von Wiebeking geht hervor, dass der Ortsbereich zu dieser Zeit Teil der Honschaft Breun im Kirchspiel Lindlar war.
Der Ort ist auf der Topographischen Aufnahme der Rheinlande von 1825 als Löh verzeichnet. Die Preußische Uraufnahme von 1840 zeigt den Wohnplatz unbeschriftet. Ab der Preußischen Neuaufnahme von 1894/96 ist der Ort auf Messtischblättern als Löh später Löhe verzeichnet.
1822 lebten fünf Menschen im als Haus kategorisierten und Löh bezeichneten Ort, der nach dem Zusammenbruch der napoleonischen Administration und deren Ablösung zur Bürgermeisterei Lindlar im Kreis Wipperfürth gehörte. Für das Jahr 1830 werden für den als Löh bezeichneten Ort zusammen mit Stimmelshaus, Steinbroch, Meisenwinkel, Neuenfeld, Zäunchen und Walbroch 46 Einwohner angegeben. Der 1845 laut der Uebersicht des Regierungs-Bezirks Cöln als Hof kategorisierte und Löhe bezeichnete Ort besaß zu dieser Zeit ein Wohngebäude mit 19 Einwohnern alle katholischen Bekenntnisses. Die Gemeinde- und Gutbezirksstatistik der Rheinprovinz führt Löh 1871 mit zwei Wohnhäusern und elf Einwohnern auf. Im Gemeindelexikon für die Provinz Rheinland von 1888 werden für Löh ein Wohnhaus mit 12 Einwohnern angegeben. 1895 besitzt der Ort ein Wohnhaus mit zwölf Einwohnern und gehörte konfessionell zum katholischen Kirchspiel Frielingsdorf, 1905 werden zwei Wohnhäuser und 13 Einwohner angegeben.

## Sehenswürdigkeiten
- Baudenkmal Hof Löhe - Frielingsdorfer Straße 34

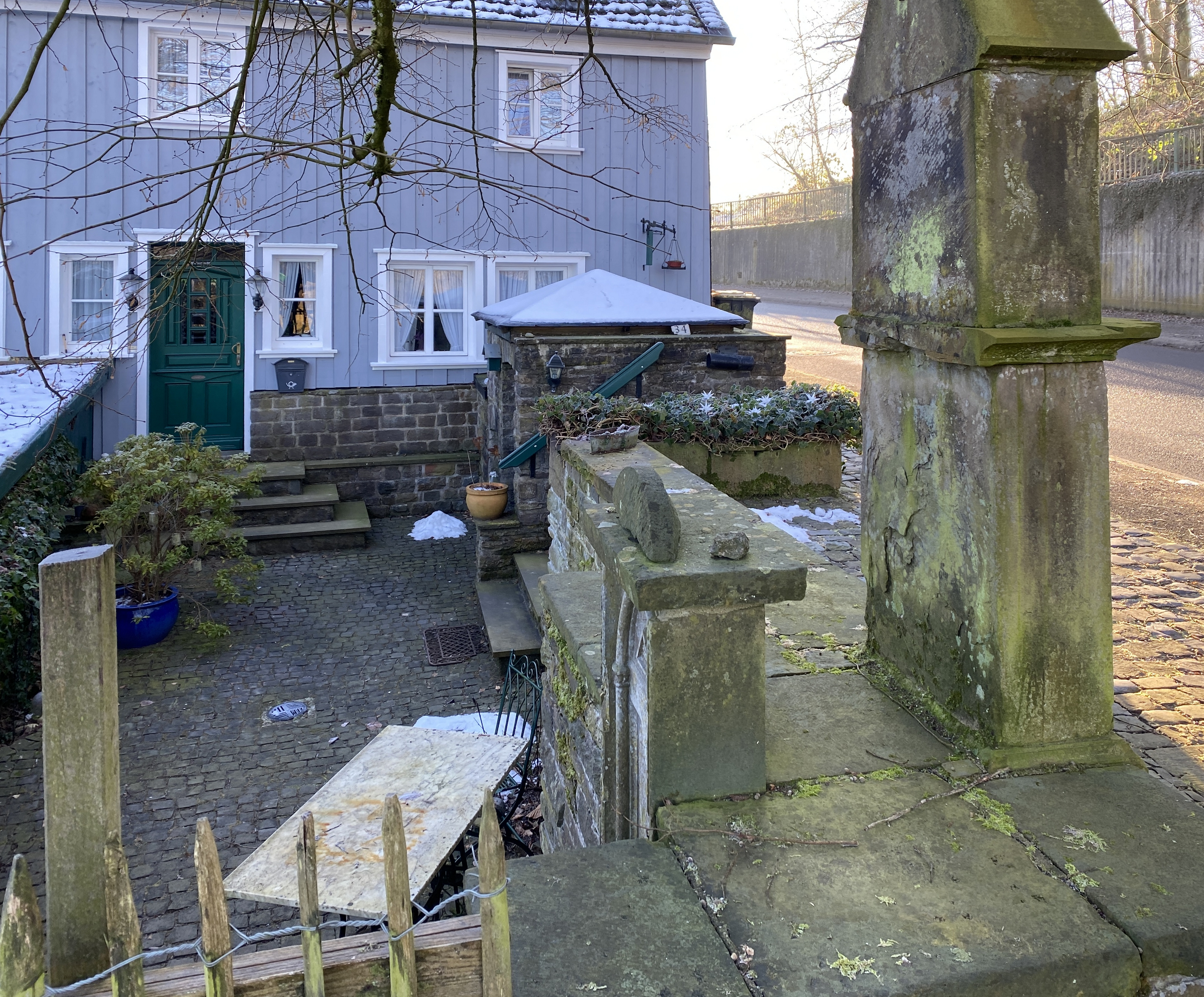
Hof Löhe
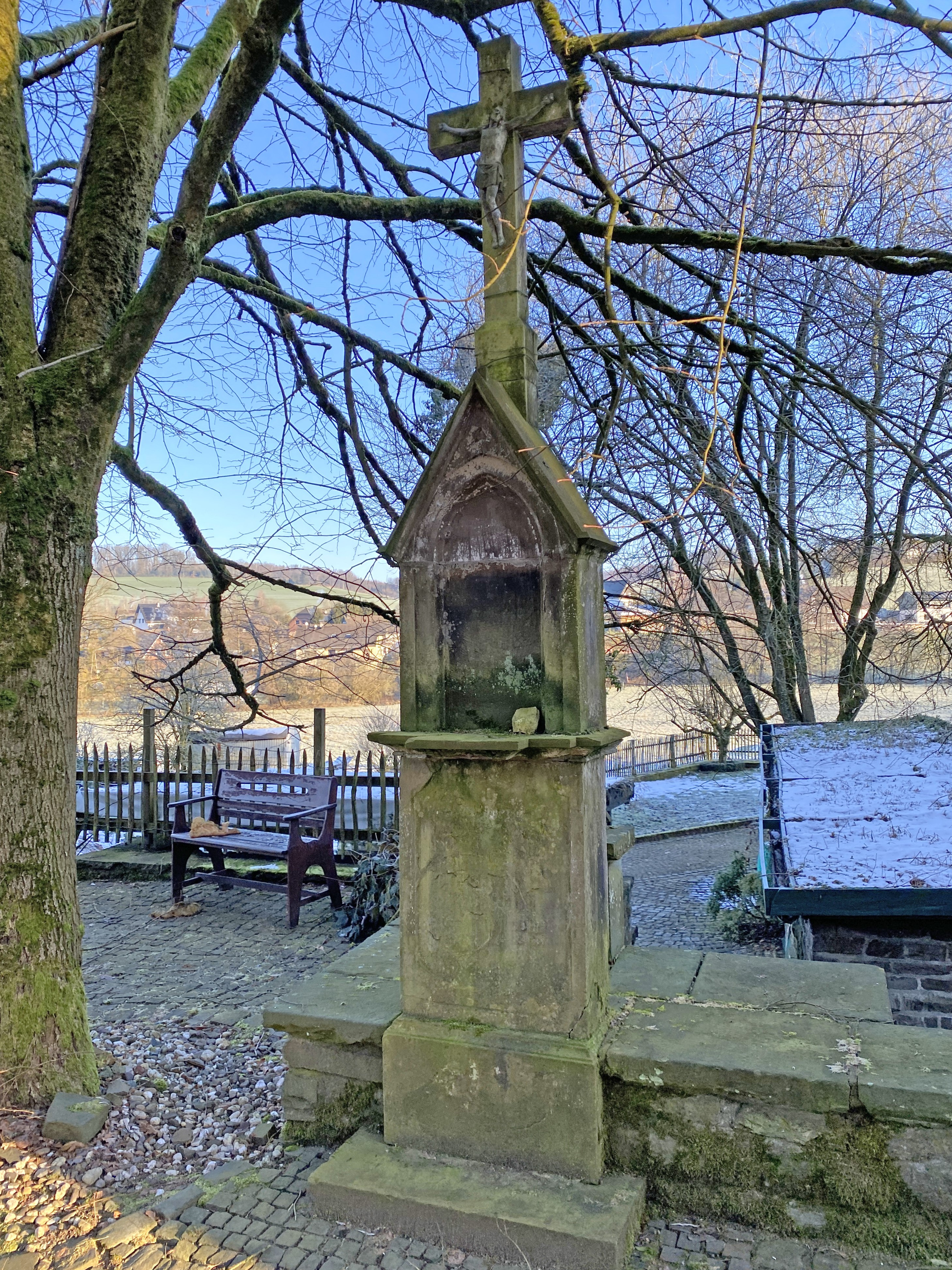
Wegekreuz am Hof Löhe
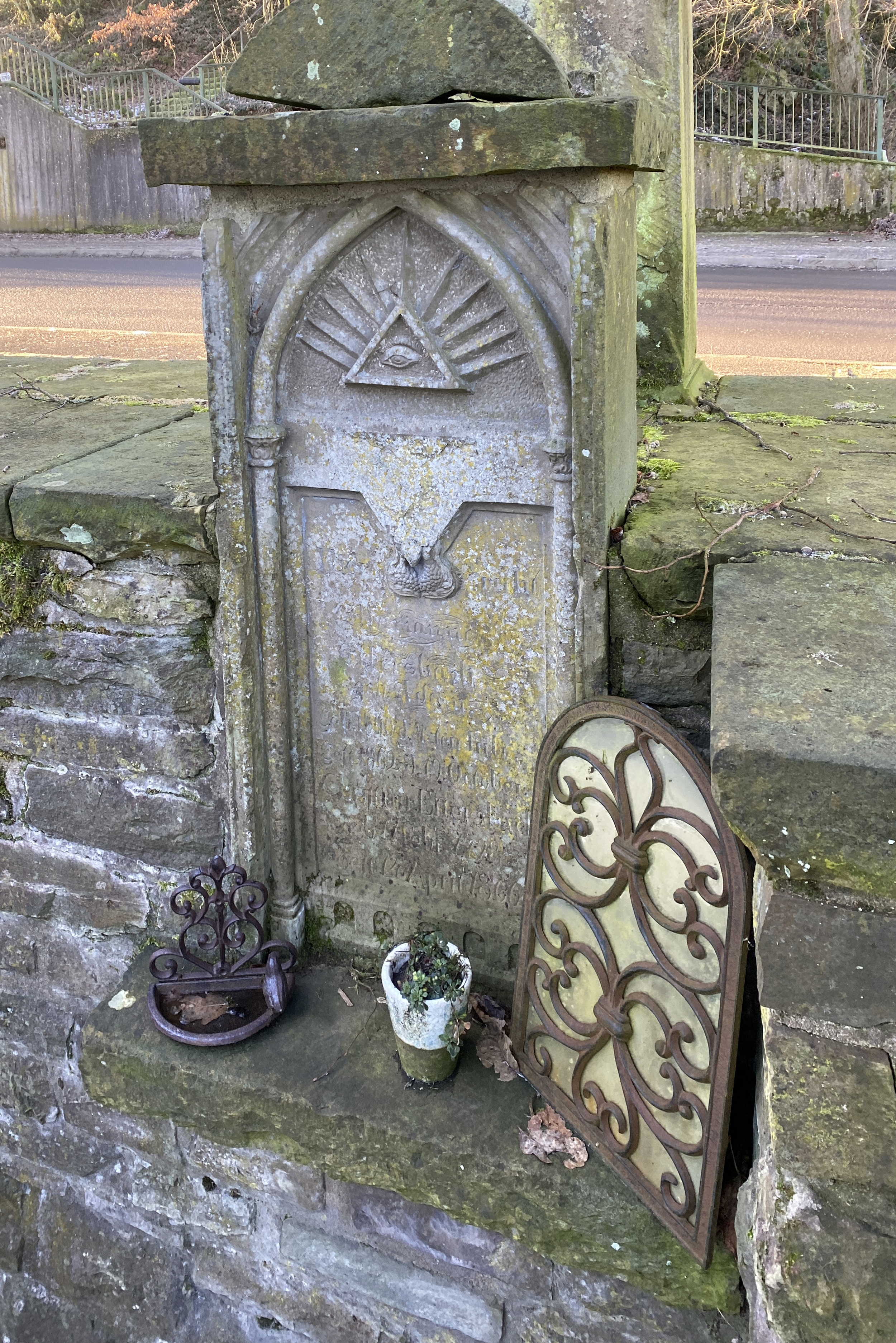
Gedenktafel (1868)